# Архітектори Раюльф Рамстад
Архітектори Раюльф Рамстад (скорочено АРР також з англ. Reiulf Ramstad Architects промовляється RRA) є незалежною у Осло архітектурною фірмою з високим рівнем експертних знань та чіткою ідеологією.
Фірма має сильний концептуальний підхід в поєднанні з досвідом роботи від минулих завершених проектів, з високим рівнем професійних знань і виразною ідеологією. У АРР постійно працює 27 співробітників, що складаються з випускників архітекторів, одного керуючого директора, 2 адміністративного персоналу та 2-4 постійних місць для студентів архітекторів.
Протягом багатьох років АРР випустила широкий спектр інноваційних та експериментальних проектів з винятковими варіаціями масштабу та програм. Вони заслужили репутацію створення сміливої, простої архітектури з міцним зв'язком зі скандинавським контекстом та вражаючим Скандинавський пейзажем зокрема. Загальними для всіх проектів є те, що їх керує справжня відданість гуманістичним цінностям. Будівництво в міських і сільських районах, по всій Норвегії і набуває все більшу увагу також за межами Норвегії. АРР проекти варіюються від приватних житлових до великих громадських робіт, таких як школи, ресторани, станції громадського транспорту, музеї та туристичні маршрути.
АРР є афілійованою з Національною Асоціацією Норвезьких Архітекторів.

### Інші відомі роботи

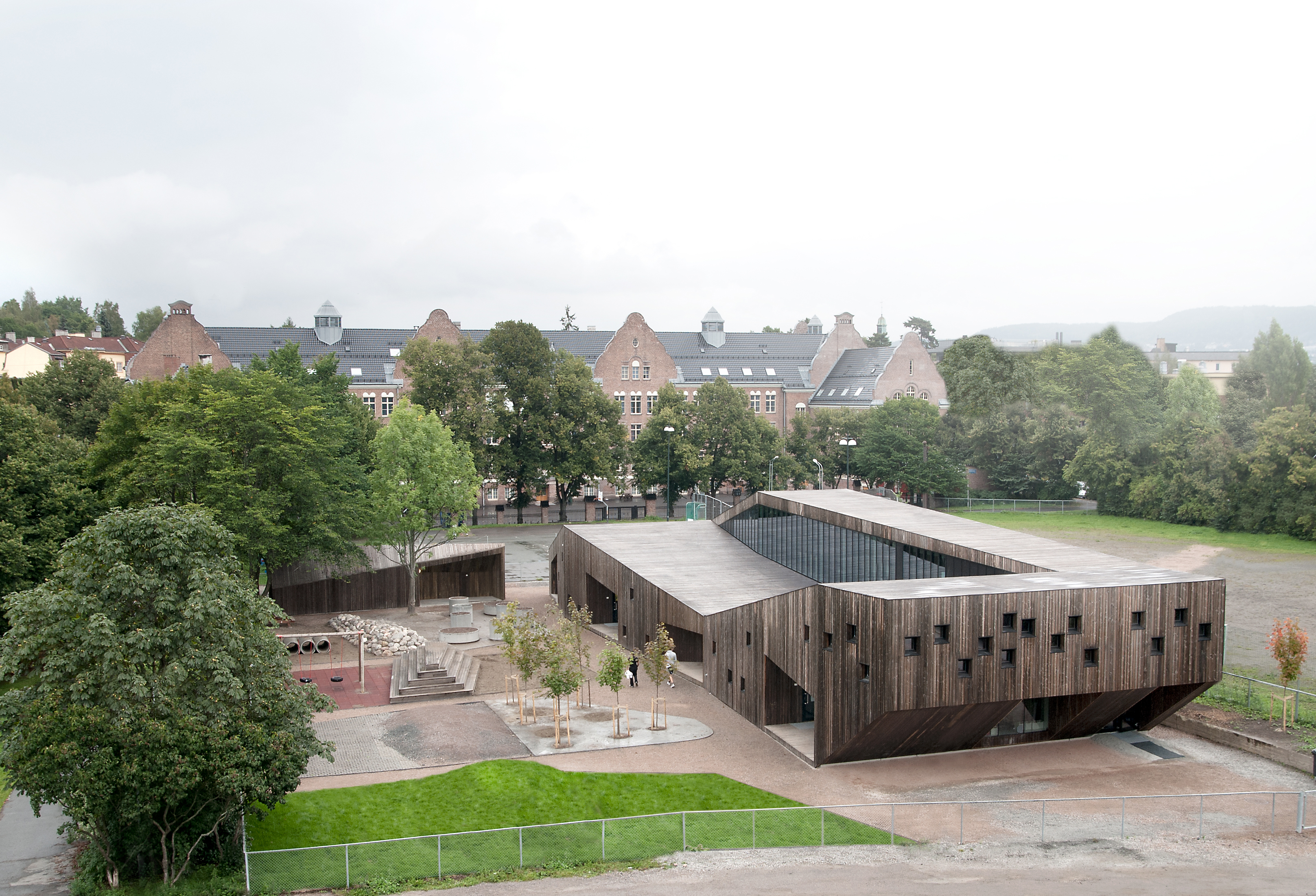
Fagerborg Kindergarten

- 2017: Miami Sweet Bird South (у стадії будівництва) — Маямі, США
- 2017: Університет ім. Гьодвіка (у стадії будівництва) — Джйовік, Норвегія
- 2016: Romsdal Folk Museum — Молде, Норвегія
- 2016: Норвезький альпіністський центр — Ондалснес, Норвегія
- 2015: V10 Apartments — Осло, Норвегія
- 2015: Культурний центр Сьёрдаль (Кімен) — Сьйордаль, Норд-Тренделаг, Норвегія
- 2014: Церква громади Кнарвіка — Кнарвік, Хордаланн, Норвегія
- 2012: Переробний завод ISI — Baerum, Осло, Норвегія[2]
- 2012: Центр відвідувань Trollstigen — Мере-ог-Ромсдал, Норвегія
- 2012: Національний туристичний маршрут Сельвіки — Фінмарк, Норвегія
- 2011: Ресторан Стіни тролів та служба — Стіна тролів, Мере-ог-Ромсдал, Норвегія
- 2011: Літній будинок — Фуглевік, Норвегія
- 2011: Хавсдаленский Будинок — Хавсдален, Єйлу, Норвегія
- 2010: Національний туристичний маршрут Хавоясунду — Хавоясунд, Фіннмарк, Норвегія
- 2010: Дитячий сад «Fagerbørg» — Fagerbørg, Осло, Норвегія
- 2010: 5 Городськіх Апартаментів Корсаги– Грюнлерка, Норвегія
- 2008: Вілла Хештаген Аскер — Осло, Норвегія
- 2006: Естфоллский Університетский Коледж — Естфолл, Норвегія
- 2006: Внутрішня кабіна — Папір,  Hvaler Islands
- 2004: Вілла на схилі — Осло, Норвегія
- 2003: Вілла Гольменколлен — Гольменколлен, Осло, Норвегія

## У конкурсах
Архітектори Раюльф Рамстад часто отримувало позитивні відгуки про свою роботу над різними типами будинків і було згадано в національних та міжнародних журналах. Фірма також співпрацювала з кількома авторами в книгах про фірму. Рейвул Рамстад співпрацював з Борисом Дженсеном і Хат'є Канцем над його біографією.

## Премії

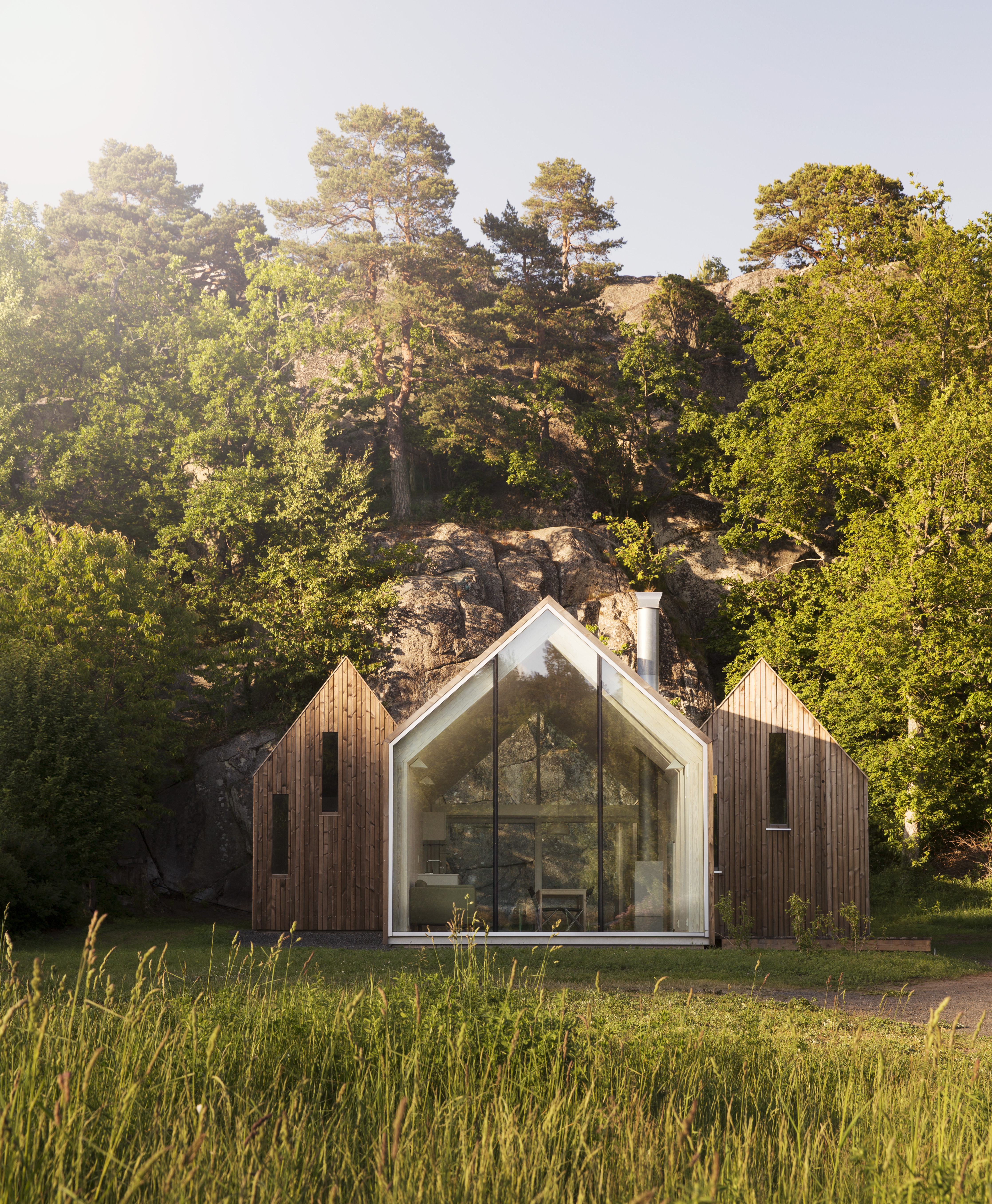
Micro Cluster Cabins

- 2017: Architizer A+Awards Популярне голосування та журі — переможець — народний музей Ромсдаля
- 2017: Gullhjelmen (The Golden Hard Hat) — NTNU Gjøvik
- 2016: Рейфул Рамстад отримав назву Почесного члена Американського інституту архітекторів (AIA)
- 2016: Архітектори Раюльф Рамстад на гарячому списку Dezeen
- 2016: Inaugural American Architecture Prize — Церква громади Кнарвік & Відвідувальний центр Троллістігену
- 2016: German Design Awards — Церкова спільноти «Кнарвік» та «Спліт-Маунт Лодж»
- 2015: Norwegian Concrete Award — Культурний центр Сьёрдаля
- 2015: Architizer A+ Awards — Фірма року
- 2015: Architizer A+ Awards Популярний вибір — Церква громади Кнарвіка
- 2014: Рейвульф Рамстад отримав нагороду Джейкоба від Норвезькиго центр дизайну та архітектури за відмінну роботу в рамках своєї дисципліни* 2014: European Concrete Award in category «Building» — Національний туристичний маршрут Троллістігену
- 2013: Міжнародна архітектурна премія — Національний туристичний маршрут Троллістігену
- 2013: Architizer A+ Awards' найбільш нагороджений єдиним проектом, включаючи як Популярний вибір, так і вибір журі в двох категоріях — Національний туристичний маршрут Троллістігену
- 2013: Norwegian Steel Award — Національний туристичний маршрут Троллістігену[1]
- 2013: European Steel Construction Award — Національний туристичний маршрут Троллістігену[1]
- 2013: Norwegian Concrete Award — Національний туристичний маршрут Сельвіки
- 2012: Norwegian Concrete Award — Національний туристичний маршрут Троллістігену[3]
- 2012: Премія Topos Jubilee — національний туристичний маршрут Троллістіген
- 2011: Architizer.com — фірма тижня
- 2009: Sundt Price — дитячий садок «Фагерборг»
- 2009: ArchDaily Building of the Year — Національний туристичний маршрут Троллістіген[5]